# Drowning River
Der Drowning River ist ein linker Nebenfluss des Kenogami River in der kanadischen Provinz Ontario.
Der Drowning River hat seinen Ursprung 10 km östlich von Nakina im Upper Twin Lake. Er entwässert diesen zum benachbarten Lower Twin Lake. Er setzt seinen Kurs nach Ostnordost durch den Kanadischen Schild fort. Der Lagarde River ist ein größerer Nebenfluss von rechts. Der Drowning River mündet etwa 5 km südlich der Mündung des Little Current River in den Kenogami River. Der Drowning River hat eine Länge von etwa 280 km.
Am Flusslauf liegen mehrere Stromschnellen. Der Fluss ist bekannt für seine Bachsaiblinge.